# لیگ برتر فوتسال زنان ایران ۱۳۸۸
لیگ برتر فوتسال زنان ایران ۱۳۸۸ پنجمین دوره از بالاترین سطح لیگ فوتسال زنان در ایران است که در سال ۱۳۸۸ آغاز شد و در ۳۰ اردیبهشت ماه ۱۳۸۹ به پایان رسید. این مسابقات در ابتدا به صورت گروهی در دو گروه برگزار شد و در نهایت چهار تیم صعود کننده به پلی‌آف، یعنی تجارتخانه جنوب، آرش بندرعباس، ملوان جوان رشت و وحدت خوزستان برای رسیدن به فینال با یکدیگر مسابقه دادند. از دیگر تیم‌های شرکت کننده در این دوره می‌توان از حجاب قزوین، صنعت نفت آبادان، سرخپوشان گرگان و عقاب مازندران نام برد.
تیم‌های تجارتخانه جنوب و آرش بندرعباس به فینال مسابقات رسیدند و در بازی نهایی تیم تجارتخانه جنوب با پیروزی ۳ بر ۲، به مقام قهرمانی این مسابقات رسید و تیم آرش بندرعباس نایب قهرمان شد. گل‌های تجارتخانه را لیلا اقبالی (۲ گل) و فرشته کریمی و گل‌های آرش را فهیمه زارعی (۲ گل) به ثمر رساندند. در دیدار رده‌بندی نیز تیم‌های ملوان جوان رشت و وحدت خوزستان در مقابل هم قرار گرفتند که در پایان تیم ملوان جوان رشت توانست مقام سومی را کسب کند. از بازیکنان تیم قهرمان تجارتخانه جنوب، می‌توان از لیلا اقبالی، سپیده زرین راد، فرشته کریمی و نیلوفر اردلان نام برد.

## رده‌بندی پایانی
| رتبه | تیم            | صعود و سقوط |
| ---- | -------------- | ----------- |
| ۱    | تجارتخانه جنوب |             |
| ۲    | آرش بندرعباس   |             |
| ۳    | ملوان جوان رشت |             |
| ۴    | وحدت خوزستان   |             |